# Metagyndoides granulatus
Genre
Espèce
Metagyndoides granulatus, unique représentant du genre Metagyndoides, est une espèce d'opilions laniatores de la famille des Gonyleptidae.

## Distribution
Cette espèce est endémique du Brésil. Elle se rencontre dans les États de Rio de Janeiro et du Minas Gerais.

## Description
Le mâle holotype mesure 6 mm.

## Publication originale
- Mello-Leitão, 1931 : « Opiliões novos ou criticos. » Archivos do Museu Nacional do Rio de Janeiro, vol. 33, p. 115–145.